# François-Bernard Lépicié
Bernard François Lépicié, né le 6 octobre 1698 à Paris où il est mort le 17 janvier 1755, est un graveur et historiographe français.

## Biographie
Fils d’une maitre d’écriture, Lépicié annonça très tôt du talent pour le dessin dont Mariette lui enseigna les éléments. Il intégra ensuite, à l’âge de quinze ans, l’école de Duchange, où il fit de rapides progrès. Abraham Rees le dit également élève de Jean Audran, précisant qu'il imita ce dernier avec bonheur. Son intelligence et son énergie lui permirent de combler les lacunes de son éducation primitive par l’étude des beaux-arts et des belles-lettres, la lecture des meilleurs poètes anciens et modernes. Ainsi, quoiqu’il ait laissé un assez grand nombre de gravures, Lépicié n’a cultivé cet art ni exclusivement ni assidûment car, même si aucune de ses œuvres littéraires, odes et d’autres poésies, dont ses contemporains disent qu’elles n’étaient pas sans mérite, n’a été conservée, les lettres et la poésie qu’il composa occupèrent une partie de sa vie, lui méritant les éloges des hommes de lettres.
Au commencement de sa carrière, il quitta, à la suite d’un chagrin d’amour, la France pour l’Angleterre, pour n’être pas témoin du triomphe d’un rival plus heureux que lui parce qu’il était plus riche. Il y grava en société avec Claude Dubosc et Nicolas Dorigny, les Cartons de Raphaël qui ornent le château de Hampton Court. Revenu en France, il fit l’acquisition, à Rennes, d’une charge qu’il n’exerça qu’un an avant de retourner à la pratique des beaux-arts. S’étant fait agréer, à son retour à Paris, à l’Académie de peinture, en 1737, il en fut nommé secrétaire-historiographe, trois ans plus tard, le 4 mai 1737, en remplacement de Dubois de Saint-Gelais. Les soins que cette fonction exigeait, joints à la rédaction du Catalogue raisonné des tableaux du Roi, dont il fut chargé, le détournèrent de la gravure : aussi a-t-il très peu produit depuis cette époque où il s’occupa de dresser ce catalogue, paru en 1752, 2 vol., in-4°. Il composa aussi un Recueil des vies des premiers peintres du roi, 2e partie, in-8°. Ce recueil ne contient que cinq Vies : celle de Le Brun par Desportes, de Coypel, Mignard et Caylus et de Boullogne par Watelet.
Malgré son titre de secrétaire perpétuel, il n’était pas académicien et ne fut nommé que le 4 mai 1737. Il se fit ensuite recevoir, le 31 décembre 1740, avec le portrait qu'il avait fait, en 1730, de Louis de Boullogne, d’après Rigaud, et celui de Nicolas Bertin, d'après Delyen, comme morceau de réception. Il existe cependant beaucoup d’estampes de Lépicié, dont « le faire était sage et moelleux, le dessin correct sans rudesse ». On cite de lui : Jupiter et Io, Jupiter et Junon, la Circoncision, d’après Giulio Romano, pour la collection de Joseph-Antoine Crozat ; Vertumne et Pomone, d’après Rembrandt ; le Philosophe flamand, d’après Teniers ; le Jeu de Piquet, d’après Netscher ; l’Amour précepteur, d’après Coypel ; le Bâcha faisant peindre sa maitresse, d’après Carle van Loo ; Charles Ier prenant congé de ses enfants, d’après Raoux.
Lépicié succomba à une attaque d’apoplexie le 17 janvier 1755. Il avait épousé, le 7 janvier 1723, la graveuse Renée-Élisabeth Marlié, fille d’un ami de son père, dont il eut un fils, le peintre Nicolas-Bernard Lépicié. 

## Publication
- François-Bernard Lépicié, Vies des premiers peintres du roi, t. 1 et 2, Paris, chez Durand et Pissot fils, 1752 (lire en ligne)